# 이븐 주르

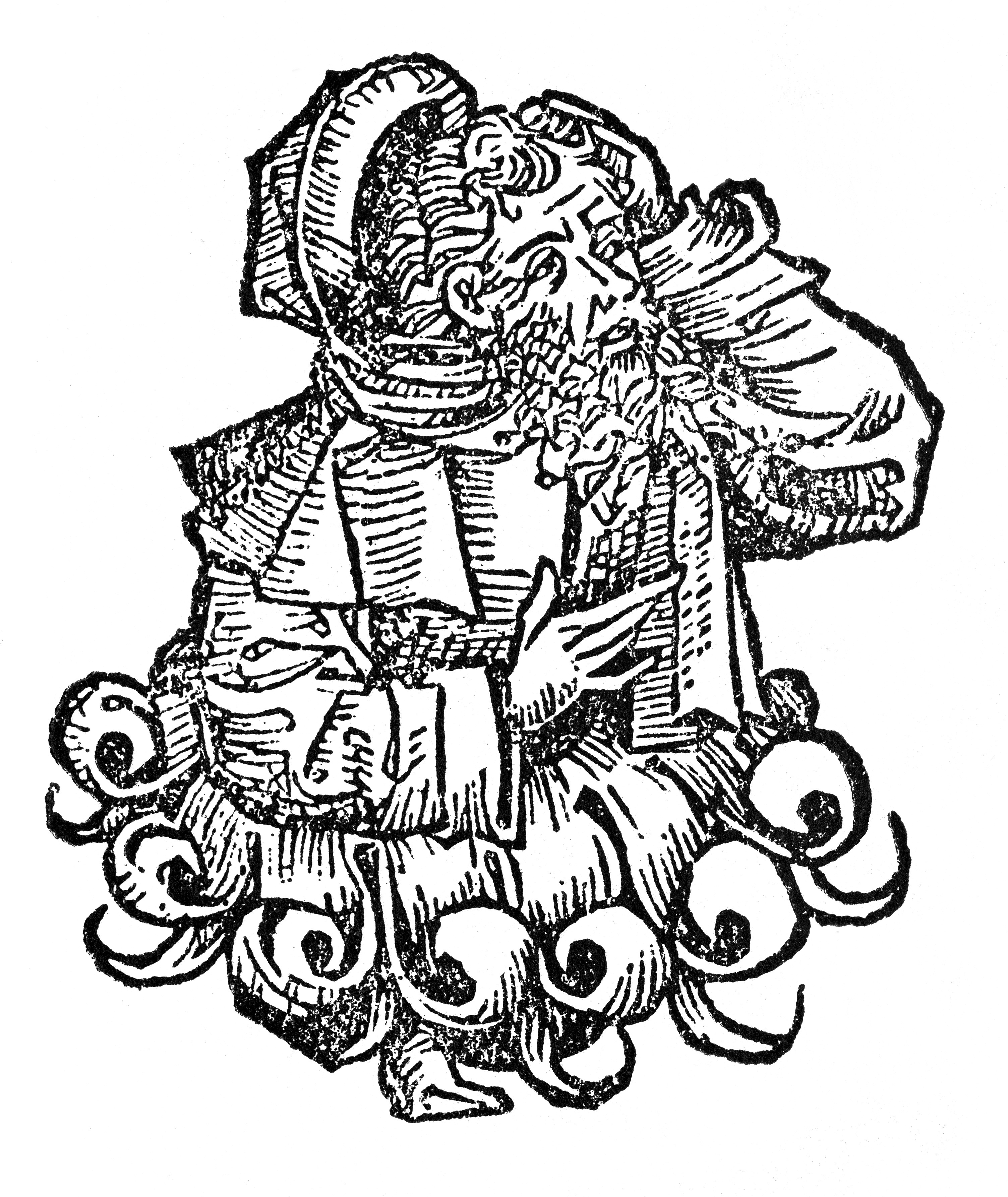

아부 마르완 압드 알말리크 이븐 주르(아랍어: أبو مروان عبد الملك بن زهر: 1094년-1162년)는 중세 성기의 알안달루스 아랍인 의사, 시인이다. 기독교 세계에는 라틴화된 이름인 아벤조아르(라틴어: Avenzoar)로 알려졌다. 세비야 출신으로 이븐 루시드, 이븐 투파일과 동시대인이었다. 당대 최고의 명의로 명성이 높았으며, 경험적이고 합리적인 의학을 강조했던 것으로 특히 유명하다. 이븐 주르의 저서는 라틴어로 번역되어 외과의학의 진보에 큰 영향을 미쳤다.